# Pablo Frontini
Pablo Javier Frontini (Buenos Aires, Argentina; 3 de marzo de 1983) es un exfutbolista argentino que jugaba de defensor. Actualmente es el entrenador de Temperley en la Primera Nacional de Argentina.

## Clubes
Surgió de las divisiones inferiores de River Plate y allí llegó a debutar en la primera división del fútbol argentino. En las inferiores de River jugaba mayormente de lateral izquierdo. Luego jugó en el club Instituto de Córdoba de la Segunda División. Allí fue corrido a la zaga central de la defensa. A mediados del 2009 llegó a Defensa y Justicia, club de la segunda división de Argentina.

## Estadísticas

### Como jugador
- Actualizado hasta el 1 de enero de 2021.

| River Plate Argentina |                     |                     |     |    |    |    |   |    |    |   |    |     |    |   |
| 1.ª | 2003-04             | 3                   | 0   | 0  | —  | —  | — | —  | —  | — | 3  | 0   | 0  |   |
| 1.ª | 2004-05             | 0                   | 0   | 0  | —  | —  | — | —  | —  | — | 0  | 0   | 0  |   |
| Total | Total               | 3                   | 0   | 0  | 0  | 0  | 0 | 0  | 0  | 0 | 3  | 0   | 0  |   |
| Instituto Argentina |                     |                     |     |    |    |    |   |    |    |   |    |     |    |   |
| 1.ª | 2005/06             | 15                  | 1   | 0  | —  | —  | — | —  | —  | — | 15 | 1   | 0  |   |
| Total | Total               | 15                  | 1   | 0  | 0  | 0  | 0 | 0  | 0  | 0 | 15 | 1   | 0  |   |
| Gimnasia (J) Argentina |                     |                     |     |    |    |    |   |    |    |   |    |     |    |   |
| 1.ª | 2006/07             | 25                  | 1   | 0  | —  | —  | — | —  | —  | — | 25 | 1   | 0  |   |
| Total | Total               | 25                  | 1   | 0  | 0  | 0  | 0 | 0  | 0  | 0 | 25 | 1   | 0  |   |
| San Martín (SJ) Argentina |                     |                     |     |    |    |    |   |    |    |   |    |     |    |   |
| 1.ª | 2007-08             | 31                  | 3   | 0  | —  | —  | — | —  | —  | — | 31 | 3   | 0  |   |
| Total | Total               | 31                  | 3   | 0  | 0  | 0  | 0 | 0  | 0  | 0 | 31 | 3   | 0  |   |
| Instituto Argentina |                     |                     |     |    |    |    |   |    |    |   |    |     |    |   |
| 2.ª | 2008-09             | 29                  | 1   | 0  | —  | —  | — | —  | —  | — | 29 | 1   | 0  |   |
| Total | Total               | 29                  | 1   | 0  | 0  | 0  | 0 | 0  | 0  | 0 | 29 | 1   | 0  |   |
| Defensa y Justicia Argentina |                     |                     |     |    |    |    |   |    |    |   |    |     |    |   |
| 2.ª | 2009-10             | 36                  | 2   | 0  | —  | —  | — | —  | —  | — | 36 | 2   | 0  |   |
| Total | Total               | 36                  | 2   | 0  | 0  | 0  | 0 | 0  | 0  | 0 | 36 | 0   | 0  |   |
| Anorthosis Famagusta Chipre |                     |                     |     |    |    |    |   |    |    |   |    |     |    |   |
| 1.ª | 2010-11             | 11                  | 2   | 0  | 0  | 0  | 0 | 2  | 0  | 0 | 13 | 2   | 0  |   |
| Total | Total               | 11                  | 2   | 0  | 0  | 0  | 0 | 2  | 0  | 0 | 13 | 2   | 0  |   |
| Bolivar · Bolivia |                     |                     |     |    |    |    |   |    |    |   |    |     |    |   |
| 1.ª | 2011-12             | 24                  | 0   | 0  | 17 | 1  | 0 | 10 | 1  |   | 41 | 2   | 0  |   |
| Total | Total               | 24                  | 0   | 0  | 0  | 0  | 0 | 10 | 1  | 0 | 34 | 1   | 0  |   |
| Once Caldas · Colombia |                     |                     |     |    |    |    |   |    |    |   |    |     |    |   |
| 1.ª | 2012-13             | 16                  | 0   | 0  | —  | —  | — | —  | —  | — | 16 | 0   | 0  |   |
| Total | Total               | 16                  | 0   | 0  | 0  | 0  | 0 | 0  | 0  | 0 | 16 | 0   | 0  |   |
| Instituto Argentina |                     |                     |     |    |    |    |   |    |    |   |    |     |    |   |
| 2.ª | 2013-14             | 39                  | 2   | 0  | —  | —  | — | —  | —  | — | 39 | 2   | 0  |   |
| Total | Total               | 39                  | 2   | 0  | —  | —  | — | —  | —  | — | 39 | 2   | 0  |   |
| Ferro Argentina |                     |                     |     |    |    |    |   |    |    |   |    |     |    |   |
| 2.ª | 2014-15             | 35                  | 2   | 0  | 2  | 0  | 0 | —  | —  | — | 37 | 2   | 0  |   |
| 2.ª | 2015                | 21                  | 2   | 0  | 2  | 1  | 0 | —  | —  | — | 23 | 3   | 0  |   |
| 2.ª | 2016                | 12                  | 1   | 0  | 1  | 0  | 0 | —  | —  | — | 13 | 1   | 0  |   |
| Total | Total               | 68                  | 5   | 0  | 5  | 1  | 0 | 0  | 0  | 0 | 73 | 6   | 0  |   |
| All Boys Argentina |                     |                     |     |    |    |    |   |    |    |   |    |     |    |   |
| 2.ª | 2016-17             | 37                  | 1   | 0  | 0  | 0  | 0 | —  | —  | — | 37 | 1   | 0  |   |
| 2.ª | 2017-18             | 15                  | 1   | 0  | 0  | 0  | 0 | —  | —  | — | 15 | 1   | 0  |   |
| 3.ª | 2018-19             | 2                   | 0   | 0  | 0  | 0  | 0 | —  | —  | — | 2  | 0   | 0  |   |
| Total | Total               | 54                  | 2   | 0  | 0  | 0  | 0 | 0  | 0  | 0 | 54 | 2   | 0  |   |
| San Telmo Argentina |                     |                     |     |    |    |    |   |    |    |   |    |     |    |   |
| 3.ª | 2018-19             | 21                  | 0   | 0  | 0  | 0  | 0 | —  | —  | — | 21 | 0   | 0  |   |
| 3.ª | 2019-20             | 16                  | 0   | 0  | 0  | 0  | 0 | —  | —  | — | 16 | 0   | 0  |   |
| Total | Total               | 37                  | 0   | 0  | 0  | 0  | 0 | 0  | 0  | 0 | 37 | 0   | 0  |   |
| Total en su carrera | Total en su carrera | Total en su carrera | 388 | 19 | 0  | 22 | 2 | 0  | 12 | 1 | 0  | 422 | 22 | 0 |
| (1) La copa nacional se refiere a la Copa Argentina y Supercopa Argentina . (2) La copa internacional se refiere a la Copa Sudamericana, Recopa Sudamericana, Copa Libertadores y Copa Suruga Bank. (3) Promedio de goles recibidos por partidos no incluye goles recibidos en partidos amistosos. |                     |                     |     |    |    |    |   |    |    |   |    |     |    |   |

### Como entrenador
| Equipo                           | Torneo               | Temporada            | Estadísticas | Estadísticas | Estadísticas | Estadísticas | Estadísticas | Estadísticas | Estadísticas | Estadísticas | % Efect. |
| Equipo                           | Torneo               | Temporada            | PD           | G            | E            | P            | GF           | GC           | DG           | Puntos       | % Efect. |
| -------------------------------- | -------------------- | -------------------- | ------------ | ------------ | ------------ | ------------ | ------------ | ------------ | ------------ | ------------ | -------- |
| San Telmo Argentina              | Copa Argentina       | 2019-20              | 4            | 3            | 0            | 1            | 5            | 2            | +3           | 9/12         | 75%      |
| San Telmo Argentina              | Primera B            | 2019-20              | 8            | 2            | 3            | 3            | 8            | 10           | -2           | 9/24         | 37.5%    |
| San Telmo Argentina              | Primera B            | 2020                 | 9            | 5            | 2            | 2            | 17           | 9            | +8           | 17/27        | 62.97%   |
| San Telmo Argentina              | Primera Nacional     | 2021                 | 34           | 8            | 13           | 13           | 34           | 50           | -16          | 37/102       | 36.28%   |
| San Telmo Argentina              | Total                | Total                | 55           | 18           | 18           | 19           | 64           | 71           | -7           | 72/165       | 43.64%   |
| Defensores de Belgrano Argentina | Primera Nacional     | 2022                 | 40           | 15           | 16           | 9            | 42           | 32           | +10          | 61/120       | 50.83%   |
| Defensores de Belgrano Argentina | Total                | Total                | 40           | 15           | 16           | 9            | 42           | 32           | +10          | 61/120       | 50.83%   |
| All Boys Argentina               | Primera Nacional     | 2023                 | 10           | 1            | 6            | 3            | 9            | 12           | -3           | 9/30         | 30%      |
| All Boys Argentina               | Total                | Total                | 10           | 1            | 6            | 3            | 9            | 12           | -3           | 9/30         | 30%      |
| San Martín (T) Argentina         | Primera Nacional     | 2023                 | 24           | 10           | 9            | 5            | 25           | 14           | +11          | 39/72        | 54.17%   |
| San Martín (T) Argentina         | Copa Argentina       | 2023                 | 1            | 0            | 0            | 1            | 1            | 2            | -1           | 0/3          | 0%       |
| San Martín (T) Argentina         | Total                | Total                | 25           | 10           | 9            | 6            | 26           | 16           | +10          | 39/75        | 52%      |
| Temperley Argentina              | Primera Nacional     | 2024                 | 10           | 3            | 5            | 2            | 11           | 10           | +1           | 14/30        | 46.67%   |
| Temperley Argentina              | Copa Argentina       | 2024                 | 1            | 0            | 1            | 0            | 1            | 1            | 0            | 1/3          | 33.33%   |
| Temperley Argentina              | Total                | Total                | 11           | 3            | 6            | 2            | 12           | 11           | +1           | 15/33        | 45.45%   |
| Total en sus equipos             | Total en sus equipos | Total en sus equipos | 141          | 47           | 55           | 39           | 153          | 142          | +11          | 196/423      | 46.34%   |

## Palmarés
| Título               | Club    | País    | Año       |
| -------------------- | ------- | ------- | --------- |
| Torneo de Adecuación | Bolívar | Bolivia | 2011-2012 |